# Quận King, Texas
Quận King (tiếng Anh: County) là một quận trong tiểu bang Texas, Hoa Kỳ. Quận lỵ đóng ở thành phố Guthrie. Theo kết quả điều tra dân số năm 2000 của Cục điều tra dân số Hoa Kỳ, quận có dân số 356 người.

## Thông tin nhân khẩu
Theo điều tra dân 2 năm 2000, đã có 356 người, 108 hộ gia đình, và 88 gia đình sống trong quận. Mật độ dân số là 0,39 người trên một dặm vuông (0.15/km ²). Đã có 174 đơn vị nhà ở với mật độ trung bình là 0,19 cho mỗi dặm vuông (0.07/km ²). Cơ cấu dân tộc dân cư quận gồm 94,10% người da trắng, 1,12% người Mỹ bản xứ, 3,09% từ các chủng tộc khác, và 1,69% từ hai hoặc nhiều chủng tộc. 9,55% dân số là người Hispanic hay Latino thuộc chủng tộc nào.
Đã có 108 hộ, trong đó 41,70% có trẻ em dưới 18 tuổi sống chung với họ, 79,60% là các cặp vợ chồng sống với nhau, 1,90% có chủ hộ là nữ không có mặt chồng, và 17,60% là không lập gia đình. 16,70% của tất cả các hộ gia đình đã được tạo thành từ các cá nhân và 1,90% có người sống một mình 65 tuổi trở lên đã được người. Bình quân mỗi hộ là 2,77 và cỡ gia đình trung bình là 3,12.
Trong quận, độ tuổi dân cư quận với 33,70% ở độ tuổi dưới 18, 3,70% 18-24, 29,50% 25-44, 22,80% 45-64, và 10,40% người 65 tuổi hoặc lớn hơn. Tuổi trung bình là 37 năm. Cứ mỗi 100 nữ có 95,60 nam giới. Cứ mỗi 100 nữ 18 tuổi trở lên, đã có 100,00 nam giới.
Thu nhập trung bình cho một hộ gia đình trong quận đã được $ 35.625, và thu nhập trung bình cho một gia đình là $ 36,875. Nam giới có thu nhập trung bình $ 21.389 so với 30.179 $ cho phái nữ. Thu nhập trên đầu cho các quận được $ 12,321. 20,70% dân số và 17,90% của các gia đình sống dưới mức nghèo khổ. Trong tổng số người dân sống trong nghèo đói, 23,00% là ở độ tuổi dưới 18 và 31,60% là 65 tuổi trở lên.